# Popillia livida
Popillia livida är en skalbaggsart som beskrevs av Lin 1988. Popillia livida ingår i släktet Popillia och familjen Rutelidae. Inga underarter finns listade i Catalogue of Life.